# Futbol als Jocs Panamericans de 2011

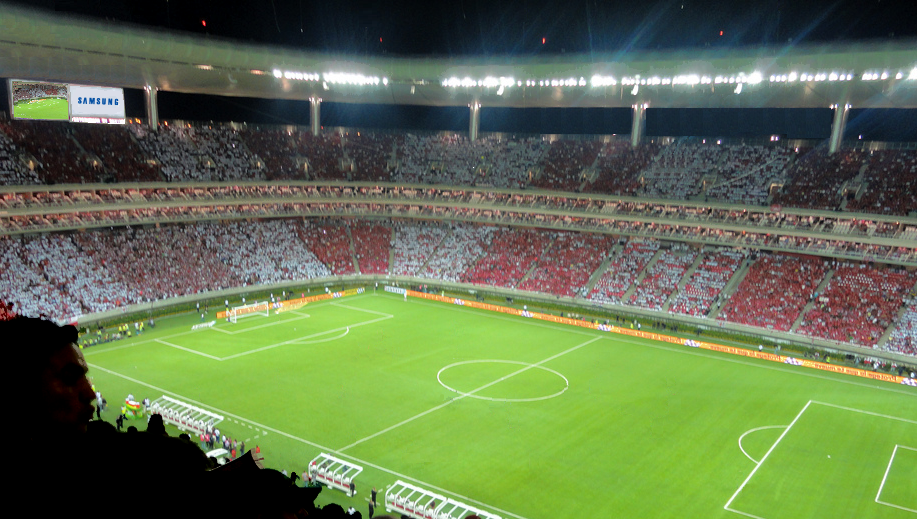
Estadi Omnilife de Guadalajara.

La competició de futbol dels Jocs Panamericans de 2011 es jugà a Guadalajara des del 18 al 28 d'octubre de 2011. Les associacions afiliades a la FIFA van ser convidades a enviar els seus equips complets de futbol femení i masculí sub-22. A més, cada selecció pot participar amb un màxim de 18 atletes.
Per aquests jocs, homes i dones competien en un torneig de 8 equips, una reducció de 4 equips per als homes i de 2 per a les dones, les quals competien abans amb 10 seleccions.

## Competició masculina
| CONCACAF                              | CONMEBOL                               | Classificats directes |
| ------------------------------------- | -------------------------------------- | --------------------- |
| Cuba · Costa Rica · Trinitat i Tobago | Brasil · Uruguai · Argentina · Equador | Mèxic                 |

### Fase de grups

#### Grup A
| Equip             | J | G | E | P | GF | GC | Dif | Pts |
| ----------------- | - | - | - | - | -- | -- | --- | --- |
| Mèxic             | 3 | 2 | 1 | 0 | 8  | 4  | +4  | 7   |
| Uruguai           | 3 | 1 | 1 | 1 | 4  | 6  | -2  | 4   |
| Trinitat i Tobago | 3 | 0 | 3 | 0 | 3  | 3  | 0   | 3   |
| Equador           | 3 | 0 | 1 | 2 | 2  | 4  | -2  | 1   |

| Mèxic | 2 - 1 | Equador |
| ----- | ----- | ------- |
|       |       |         |

 Estadi Omnilife, Guadalajara
| Equador | 0 - 1 | Uruguai |
| ------- | ----- | ------- |
|         |       |         |

 Estadi Omnilife, Guadalajara
| Mèxic | 1 - 1 | Trinitat i Tobago |
| ----- | ----- | ----------------- |
|       |       |                   |

 Estadi Omnilife, Guadalajara        
| Trinitat i Tobago | 1 -1 | Equador |
| ----------------- | ---- | ------- |
|                   |      |         |

 Estadi Omnilife, Guadalajara        
| Mèxic | 5 - 2 | Uruguai |
| ----- | ----- | ------- |
|       |       |         |

 Estadi Omnilife, Guadalajara        
| Uruguai | 1 - 1 | Trinitat i Tobago |
| ------- | ----- | ----------------- |
|         |       |                   |

 Estadi Omnilife, Guadalajara        

#### Grup B
| Equip      | J | G | E | P | GF | GC | Dif | Pts |
| ---------- | - | - | - | - | -- | -- | --- | --- |
| Argentina  | 3 | 2 | 1 | 0 | 5  | 1  | +4  | 7   |
| Costa Rica | 3 | 2 | 0 | 1 | 4  | 4  | 0   | 6   |
| Brasil     | 3 | 0 | 2 | 1 | 2  | 4  | -2  | 2   |
| Cuba       | 3 | 0 | 1 | 2 | 0  | 2  | -2  | 1   |

| Costa Rica | 1 - 0 | Cuba |
| ---------- | ----- | ---- |
|            |       |      |

 Estadi Omnilife, Guadalajara        
| Argentina | 1 - 1 | Brasil |
| --------- | ----- | ------ |
|           |       |        |

 Estadi Omnilife, Guadalajara        
| Costa Rica | 0 - 3 | Argentina |
| ---------- | ----- | --------- |
|            |       |           |

 Estadi Omnilife, Guadalajara        
| Brasil | 0 - 0 | Cuba |
| ------ | ----- | ---- |
|        |       |      |

 Estadi Omnilife, Guadalajara        
| Cuba | 0 - 1 | Argentina |
| ---- | ----- | --------- |
|      |       |           |

 Estadi Omnilife, Guadalajara        
| Brasil | 1 - 3 | Costa Rica |
| ------ | ----- | ---------- |
|        |       |            |

 Estadi Omnilife, Guadalajara        

### Fase Final
|  | Semifinals | Semifinals |   |  | Final | Final |  |
|  |            |            |   |  |       |       |  |
|  |            |            |   |  |       |       |  |
|  | Mèxic      | 3          |   |  |       |       |  |
|  | Costa Rica | 0          |   |  |       |       |  |
|  |            |            |   |  |       |       |  |
|  |            |            |   |  |       |       |  |
|  |            |            |   |  | Mèxic | 1     |  |
|  |            | Argentina  | 0 |  |       |       |  |
|  |            |            |   |  |       |       |  |
|  |            |            |   |  |       |       |  |
|  |            |            |   |  |       |       |  |
|  |            |            |   |  |       |       |  |
|  | Argentina  | 1          |   |  |       |       |  |
|  | Uruguai    | 0          |   |  |       |       |  |

| Jocs Panamericans 2011 |
| ---------------------- |
| Mèxic                  |
| Mèxic Quart títol      |

### Resultats finals
| Posició           | Equip             | Punts |
| ----------------- | ----------------- | ----- |
| Medalla d'or      | Mèxic             | 4-1-0 |
| Medalla de plata  | Argentina         | 3-1-1 |
| Medalla de bronze | Uruguai           | 2-1-2 |
| 4                 | Costa Rica        | 2-0-3 |
| 5                 | Trinitat i Tobago | 0-3-0 |
| 6                 | Brasil            | 0-2-1 |
| 7                 | Equador           | 0-1-2 |
| 8                 | Cuba              | 0-1-2 |

## Competició femenina
| CONCACAF                       | CONMEBOL                             | Classificats directes |
| ------------------------------ | ------------------------------------ | --------------------- |
| Costa Rica · Trinitat i Tobago | Brasil · Colòmbia · Xile · Argentina | Mèxic · Canadà        |

### Fase de grups

#### Grup A
| Equip             | J | G | E | P | GF | GC | Dif | Pts |
| ----------------- | - | - | - | - | -- | -- | --- | --- |
| Colòmbia          | 3 | 2 | 0 | 1 | 2  | 1  | +1  | 6   |
| Mèxic             | 3 | 1 | 2 | 0 | 2  | 1  | +1  | 5   |
| Xile              | 3 | 1 | 1 | 1 | 3  | 1  | +2  | 4   |
| Trinitat i Tobago | 3 | 0 | 1 | 2 | 1  | 5  | -4  | 1   |

| Colòmbia | 1 - 0 | Trinitat i Tobago |
| -------- | ----- | ----------------- |
|          |       |                   |

 Estadi Omnilife, Guadalajara
| Mèxic | 0 - 0 | Xile |
| ----- | ----- | ---- |
|       |       |      |

 Estadi Omnilife, Guadalajara
| Xile | 0 - 1 | Colòmbia |
| ---- | ----- | -------- |
|      |       |          |

 Estadi Omnilife, Guadalajara        
| Mèxic | 1 - 1 | Trinitat i Tobago |
| ----- | ----- | ----------------- |
|       |       |                   |

 Estadi Omnilife, Guadalajara        
| Trinitat i Tobago | 0 - 3 | Xile |
| ----------------- | ----- | ---- |
|                   |       |      |

 Estadi Omnilife, Guadalajara        
| Mèxic | 1 - 0 | Colòmbia |
| ----- | ----- | -------- |
|       |       |          |

 Estadi Omnilife, Guadalajara        

#### Grup B
| Equip      | J | G | E | P | GF | GC | Dif | Pts |
| ---------- | - | - | - | - | -- | -- | --- | --- |
| Brasil     | 3 | 2 | 1 | 0 | 4  | 1  | +3  | 7   |
| Canadà     | 3 | 2 | 1 | 0 | 4  | 1  | +3  | 7   |
| Costa Rica | 3 | 0 | 1 | 2 | 5  | 8  | -3  | 1   |
| Argentina  | 3 | 0 | 1 | 2 | 3  | 6  | -3  | 1   |

| Canadà | 3 - 1 | Costa Rica |
| ------ | ----- | ---------- |
|        |       |            |

 Estadi Omnilife, Guadalajara        
| Argentina | 0 - 2 | Brasil |
| --------- | ----- | ------ |
|           |       |        |

 Estadi Omnilife, Guadalajara        
| Canadà | 1 - 0 | Argentina |
| ------ | ----- | --------- |
|        |       |           |

 Estadi Omnilife, Guadalajara        
| Brasil | 2 - 1 | Costa Rica |
| ------ | ----- | ---------- |
|        |       |            |

 Estadi Omnilife, Guadalajara        
| Costa Rica | 3 - 3 | Argentina |
| ---------- | ----- | --------- |
|            |       |           |

 Estadi Omnilife, Guadalajara        
| Brasil | 0 - 0 | Canadà |
| ------ | ----- | ------ |
|        |       |        |

 Estadi Omnilife, Guadalajara        

### Fase Final
|  | Semifinals | Semifinals |       |  | Final  | Final |  |
|  |            |            |       |  |        |       |  |
|  |            |            |       |  |        |       |  |
|  | Brasil     | 1          |       |  |        |       |  |
|  | Mèxic      | 0          |       |  |        |       |  |
|  |            |            |       |  |        |       |  |
|  |            |            |       |  |        |       |  |
|  |            |            |       |  | Brasil | 1 (3) |  |
|  |            | Canadà     | 1 (4) |  |        |       |  |
|  |            |            |       |  |        |       |  |
|  |            |            |       |  |        |       |  |
|  |            |            |       |  |        |       |  |
|  |            |            |       |  |        |       |  |
|  | Colòmbia   | 1          |       |  |        |       |  |
|  | Canadà     | 2          |       |  |        |       |  |

| Jocs Panamericans 2011 |
| ---------------------- |
| Canadà                 |
| Canadà Primer títol    |

### Resultats finals
| Posició           | Equip             | Punts |
| ----------------- | ----------------- | ----- |
| Medalla d'or      | Canadà            | 3–2–0 |
| Medalla de plata  | Brasil            | 3–2–0 |
| Medalla de bronze | Mèxic             | 2–2–1 |
| 4                 | Colòmbia          | 2–0–3 |
| 5                 | Xile              | 1–1–1 |
| 6                 | Costa Rica        | 0–1–2 |
| 7                 | Argentina         | 0–1–2 |
| 8                 | Trinitat i Tobago | 0–1–2 |